# Lola Pendande Mendes
Maria Dolores Pendande Mendes, coneguda esportivament com Lola Pendande, (Roquetas de Mar. 29 de març de 2000) és una jugadora de bàsquet andalusa.
Pivot, començà a jugar al Club Deportivo Roquetas Baloncesto. Debutà a la Lliga Femenina 2 primer amb l'Spar Gran Canaria i després amb el Club Bàsquet Santfeliuenc, competint tota la temporada 2018-19. Jugà a la lliga NCAA americana primer amb Utah Utes (2019-21) i després amb Miami Hurricanes (2021-23). De tornada a les competicions estatals, el maig de 2023 fitxà pel Barça CBS. Internacional amb la selecció espanyola absoluta des del maig de 2022, es proclamà subcampiona d'Europa el 2023.